# Szergej Alekszejevics Csapligin
Szergej Alekszejevics Csapligin (Серге́й Алексе́евич Чаплы́гин, Ranenburg, 1869. április 5. – Novoszibirszk, 1942. október 8.) szovjet-orosz matematikus, fizikus, gépészmérnök. Kutatási területe a hidrodinamika és az aerodinamika volt. Egyik leghíresebb felfedezése a róla elnevezett Csapligin-egyenlet.
1890-ben végzett a Moszkvai Állami Egyetemen, ahol később mint professzor tanított.